# JoJo's Bizarre Adventure: Stone Ocean
JoJo's Bizarre Adventure: Stone Ocean (Japonés: ジョジョの奇妙な冒険 ストーンオーシャン, Hepburn: JoJo no Kimyō na Bōken Sutōn Ōshan) es la quinta temporada de la serie de televisión de anime JoJo's Bizarre Adventure de David Production, adaptando «Stone Ocean», la sexta parte del manga JoJo's Bizarre Adventure de Hirohiko Araki. Stone Ocean se lanzó inicialmente como una temporada de anime original de internet en Netflix el 1 de diciembre de 2021, 
los episodios 13 al 24 se lanzaron el 1 de septiembre de 2022 y los episodios 25 al 38 se estrenaron el 1 de diciembre de 2022.

## Argumento
Ambientada en 2011, Jolyne Cujoh es sentenciada a 15 años de prisión después de estar involucrada en un accidente automovilístico y ser incriminada por un asesinato. Está encarcelada en una prisión en Florida, apodada el «Acuario». Su padre, Jotaro Kujo, le da un colgante que hace que un misterioso poder despierte dentro de ella. Cuando ocurren una serie de eventos inexplicables, Jotaro le informa a su hija que un discípulo de DIO la incriminó para poder matarla en prisión, y la ayuda a escapar.

## Reparto
| Personaje        | Japonés             | Inglés               | Español                  |
| ---------------- | ------------------- | -------------------- | ------------------------ |
| Jolyne Cujoh     | Fairouz Ai          | Kira Buckland        | Alondra Hidalgo          |
| Jotaro Kujo      | Daisuke Ono         | Matthew Mercer       | Irwin Daayán             |
| Ermes Costello   | Mutsumi Tamura      | Tiana Camacho        | Alicia Barragán          |
| Foo Fighters     | Mariya Ise          | Brittany Lauda       | Alicia Vélez             |
| Emporio Alniño   | Atsumi Tanezaki     | Casey Mongillo       | Fernanda Robles          |
| Weather Report   | Yūichirō Umehara    | Stephen Fu           | Manuel Campuzano         |
| Narciso Anasui   | Daisuke Namikawa    | Howard Wang          | Óscar Garibay            |
| Enrico Pucci     | Tomokazu Seki       | Yong Yea             | Óscar Flores             |
| DIO              | Takehito Koyasu     | Patrick Seitz        | Sergio Becerril (ep. 12) |
| DIO              | Takehito Koyasu     | Patrick Seitz        | Marc Winslow (ep. 13-31) |
| Gwess            | Momoko Taneichi     | Amber Lee Connors    | Valca Ponzanelli         |
| Johngalli A.     | Satoshi Hino        | David Matranga       | Juan Carlos Tinoco       |
| Thunder McQueen  | Tōru Nara           | Jas Patrick          | José Ángel Torres        |
| Miraschon        | Yui Kondo           | Suzie Yeung          | Analiz Sánchez           |
| Lang Rangler     | Chikahiro Kobayashi | Dave Wittenberg      | Erick Selim              |
| Romeo Jisso      | Gakuto Kajiwara     | Clifford Chapin      | Javier Olguín            |
| Sports Maxx      | Tsuyoshi Koyama     | Kane Jungbluth-Murry | Sebastián Rosas          |
| Gloria Costello  | Akeno Watanabe      | Heather Gonzales     | Rebeca Gómez             |
| Viviano Westwood | Yasuhiro Mamiya     | John Bentley         | Sergio Gutiérrez Coto    |
| Kenzou           | Mugihito            | Bill Knight          | Víctor Covarrubias       |
| Dragon's Dream   | Chō                 | Brent Mukai          | Arturo Mercado Jr.       |
| D an G           | Ryōta Takeuchi      | Christopher Wehkamp  | Óscar Gómez              |
| Yo-Yo Ma         | Kappei Yamaguchi    | Dino Andrade         | Eduardo Garza            |
| Guccio           | Hiro Shimono        | Henry Mason          | Moisés Iván Mora         |
| El Bebé Verde    | Ikue Ōtani          | Melissa Fahn         | N/A                      |
| Miuccia Miuller  | Yūko Kaida          | Morgan Lauren        | Carla Castañeda          |
| Ungalo           | Takumi Yamazaki     | Todd Haberkorn       | Carlo Vázquez            |
| Rikiel           | Makoto Furukawa     | Ben Balmaceda        | Luis Fernando Orozco     |
| Donatello Versus | Takanori Hoshino    | Isaac Robinson-Smith | Arturo Cataño            |
| Narrador         | Tōru Ōkawa          | David Vincent        | Tommy Rojas              |

## Producción y lanzamiento
Stone Ocean es producido por el estudio de anime David Production.
La serie se anunció durante un evento transmitido en vivo en abril de 2021. En agosto de 2021, el primer tráiler se lanzó durante un evento de Stone Ocean en YouTube, con un lanzamiento planificado a partir del 1 de diciembre de 2021 en todo el mundo en Netflix. En Japón, la serie también se televisará en Tokyo MX, BS11 y MBS a partir de un mes después, el 8 de enero de 2022. El tema de apertura de los episodios 1 a 24 es "Stone Ocean", por Ichigo de Kisida Kyoudan & The Akebosi Rockets, y el tema de apertura de los episodios 25 a 38 es "Heaven's Falling Down", por sana (de la banda sajou no hana); el tema de cierre es "Distant Dreamer", por Duffy. En el episodio 38, hay un segundo tema de cierre, "Roundabout", por YES.

## Episodios
| N.º en serie | N.º en temp. | Título | Dirigido por                  | Escrito por                        | Fecha de emisión original |
| --- | ------------ | --- | ----------------------------- | ---------------------------------- | ------------------------- |
| 153 | 1            | «Océano de piedra» Transcripción: «Sutōn Ōshan» (en japonés: 石作りの海) | Toshiyuki Kato                | Yasuko Kobayashi                   | 1 de diciembre de 2021    |
| En 2011, diez años después de los eventos de Golden Wind, Jolyne Cujoh es arrestada después de que su novio, Romeo Jisso, atropellara a un transeúnte con su auto accidentalmente y que la convenciera de ayudarlo a esconder el cuerpo de la víctima. Cuando ella se prepara para su juicio con su abogado, ella recibe varios de su madre, así como también un pendiente de su padre, Jotaro Kujo. El pendiente la atraviesa con una pieza rota de una flecha. En su camino hacia su juicio en la Prisión Green Dolphin Street, también conocido como el Acuario en Port St. Lucie, Florida, ella conoce y se hace amiga de una de las reclusas, Ermes Costello, la cual fue arrestada por robo. En su camino a la prisión, ella descubre que puede producir un hilo largo de su cuerpo que puede usar para escuchar y atacar personas desde una gran distancia, el cual usa para ayudar a Ermes de dos guardias corruptos. Su abogado la convence de negociar los cargos en una esperanza de reducir su sentencia, pero es revelado que el fue contratado por la familia de Romeo para engañarla y declararla culpable en una sentencia de 15 años. Al darse cuenta de que sus poderes derivaron del pendiente de su padre, Jolyne usa su nueva habilidad para asfixiar a su abogado en una autopista, obligándolo a chocar su auto. |              | |                               |                                    |                           |
| 154 | 2            | «Stone Free» Transcripción: «Sutōn Furī» (en japonés: ストーン・フリー) | Daisuke Chiba                 | Yasuko Kobayashi                   | 1 de diciembre de 2021    |
| Jolyne conoce a su compañera de celda, Gwess, una prisionera con cambios de humor drásticos y un pájaro como mascota, la cual también posee el pendiente de Jolyne. Tras una investigación, Jolyne descubre que el "pájaro" de Gwess es en realidad un guardia de seguridad encogido, el cual estaba vistiendo un cuerpo de ave vacío y deduce que Gwess también recibió poderes similares a ella del pendiente. Después de ser descubierta, Gwess usa sus poderes para encoger a Jolyne y hacer que ella se disfrace con un cadáver de una rata para actuar como su nueva mascota. Ella le da la tarea de escabullirse en la sala de control para desactivar sus pulseras y así poder escapar, pero la distancia debilita su habilidad provocando que Jolyne vuelva a crecer a su tamaño normal lentamente. En su camino de regreso, ella se enfrenta al Stand de Gwess, Goo Goo Dolls, y consigue defenderse materializando el suyo. Gwess revela que Ermes fue la persona que le vendió el pendiente antes de capturar a Jolyne en el pasillo de seguridad. Jolyne libera a Gwess después de darle una paliza ferozmente con su Stand, la cual decide nombrarlo Stone Free. |              | |                               |                                    |                           |
| 155 | 3            | «La visita, parte 1» Transcripción: «Menkai Hito Sono 1» (en japonés: 面会人 その①)                                                                                                   | Kunihiro Mori                 | Yasuko Kobayashi                   | 1 de diciembre de 2021    |
| Gwess le indica a Jolyne en cómo el dinero es intercambiado a través de la prisión. En su camino de regreso a su celda, ella se encuentra a un chico misterioso vestido en un uniforme de béisbol, quien le dice que ella recibirá una visita al día siguiente y que debe evitar ir a la sala de visitas. Las predicciones del chico resultan ciertas y la trata de convencer al día siguiente, pero ella decide ir de todos modos, el le da un hueso para que pueda protegerse. El visitante termina siendo su padre, Jotaro. Él le revela que Romeo no fue quien la incriminó por el asesinato, sino que fue un hombre ciego llamado Johngalli A, quien fue el responsable del accidente automovilístico y contratar al abogado corrupto para vengarse de Jotaro por asesinar a DIO. Él le ofrece ayuda para poder escapar, pero ella se niega, todavía resentida por estar ausente la mayor parte de su vida. Antes de que pueda irse, son atacados por el Stand de Johngalli A, Manhattan Transfer, el cual permite usar las corrientes de aire para saber donde apuntar con su fusil de francotirador. |              | |                               |                                    |                           |
| 156 | 4            | «La visita, parte 2» Transcripción: «Menkai Hito Sono 2» (en japonés: 面会人 その②)                                                                                                   | Tetsuji Nakamura              | Yasuko Kobayashi                   | 1 de diciembre de 2021    |
| Mientras Johngalli A. apunta con su fusil de francotirador en la sala de visitas, Jolyne intenta confundir a su Stand por medio del rociador de incendios. El chico misterioso le indica a Jolyne que paté la base del pilar, revelando un pasadizo secreto. Sabiendo que Manhattan Transfer esta persiguiendo al chico, Jolyne decide seguirlo y encargarse del Stand enemigo. Ella aparentemente vence al asesino engañandolo con una tubería de gas rota, con la cual despista sus sentidos de dirección, pero ella descubre que está en un sueño. Ella consigue despertar gracias al cortarse la mano con el hueso que el chico le dio y se encuentra a ella y Jotaro debilitados y cubiertos en una sustancia pegajosa parecida a un ácido. |              | |                               |                                    |                           |
| 157 | 5            | «Presa del amor» Transcripción: «Purizunā obu Ravu» (en japonés: プリズナー・オブ・ラヴ)                                                                                              | Katsuichi Nakayama            | Yasuko Kobayashi                   | 1 de diciembre de 2021    |
| Jotaro es despertado por Jolyne y usa su Stand, Star Platinum, para liberarlos de la sala de visitas. Él comienza a guiar a Jolyne hacia una playa donde un submarino de la Fundación Speedwagon los está esperando. Sin embargo, ellos se encuentran con Johngalli A. disfrazado como un guardia de prisión. Jotaro se da cuenta de que Johngalli A. esta trabajando con otro usuario de Stand, el responsable de ponerlos a dormir. El Stand, llamado Whitesnake, convierte el Stand de Jotaro y sus memorias en unos discos y los extrae de él. Mientras Jotaro cae en coma, Jolyne se da cuenta de que su padre realmente se preocupaba por ella. Ella vence a Johngalli A. usando Stone Free y deja a Jotaro en la playa para ser recogido por la Fundación Speedwagon antes de regresar a la prisión con la esperanza de recuperar los discos y revivirlo. Ya adentro, ella contacta al niño, quien le dice que su nombre es Emporio y que nació dentro de la prisión, donde su madre fue asesinada por Whitesnake. Mientras tanto, Whitesnake dispara a Johngalli A. con su propia arma para hacerlo parecer como un suicidio. |              | |                               |                                    |                           |
| 158 | 6            | «Las pegatinas de Ermes» Transcripción: «Erumesu no Shīru» (en japonés: エルメェスのシール)                                                                                           | Tatsuma Minamikawa            | Shinichi Inotsume                  | 1 de diciembre de 2021    |
| Jolyne tiene 5 años añadidos a su sentencia por el intento de fuga de prisión y es colocada en la celda de castigo. Ermes despierta en la enfermería después de una fiebre que desarrolló después de perforarce con el pendiente de Jolyne, encontrándose siendo robada por el conserje de la cárcel Thunder McQueen. Ella descubre que puede producir pegatinas de la palma de su mano, la cual puede duplicar cualquier cosa que toque y puede juntarlos de nuevo si las pegatinas son removidos o destruidos. Ella usa la pegatina para atacar a McQueen y se encuentra dos discos sobresaliendo de su cabeza. Ella toma uno y encuentra que contiene sus memorias, incluyendo una donde el conoce a Whitesnake. Cuando McQueen confronta con Ermes, el intenta suicidarse lo que causa que su Stand, Highway to Hell, haga experimentar el mismo daño a Ermes. Mientras trata de alejarse de McQueen, ella se encuentra con Emporio, él cual le informa que el otro disco contiene el Stand que Whitesnake le dio. Después de intente hablar con McQueen sin éxito, Ermes usa una pegatina para incapacitar a McQueen, removiendo su disco de Stand. Ermes toma el disco y planea vengarse de Whitesnake por su sufrimiento mientras que su Stand, Kiss, se manifiesta. |              | |                               |                                    |                           |
| 159 | 7            | «¡Somos seis!» Transcripción: «Rokunin Iru!» (en japonés: ６人いる！) | Masakazu Takahashi            | Shogo Yasukawa                     | 1 de diciembre de 2021    |
| Ermes le da los discos de McQueen a Emporio para mantenerlo en un lugar seguro y el le da el disco de memoria a Jolyne para ver si hay alguna pista sobre Whitesnake y los discos de su padre. Mientras tanto, dos prisioneros prófugos son consumidos por una criatura. El supervisor principal Loccobarocco reúne a todos los prisioneros y solicita algunos voluntarios para buscar a los reclusos. Jolyne y Ermes se ofrecen como voluntarios junto con Atroe y otras dos prisioneras. Ellas son obligadas a usar brazaletes que explotaran si se alejan más de 50 metros del guardia líder. Jolyne le dice a Ermes que se enteró del disco de memoria de McQueen que Whitesnake tiene docenas de discos Stand guardados en una de las llantas del tractor de la granja. Al momento de acercarse al pantano, Ermes se da cuenta de que hay 6 prisioneros cuando solo 5 se habían ofrecido. El guardia es atacado y arrastrado muy lejos, lo que causa que el brazalete de Atroe explotara, matandola al instante. Repentinamente, Ermes es arrastrada bajo el agua por un Stand enemigo, el cual está hecho de un conjunto de microorganismos plancton. Jolyne la libera y el Stand permanece en el agua, negándose a seguirlas en la tierra. Luego de eso, ambas confrontan a las otras tres prisioneras para descubrir quién es la impostora. |              | |                               |                                    |                           |
| 160 | 8            | «Foo Fighters» Transcripción: «Fū Faitāzu» (en japonés: フー・ファイターズ) | Eiichi Kuboyama               | Shogo Yasukawa                     | 1 de diciembre de 2021    |
| Jolyne y Ermes descubren que dos de los miembros del grupo de búsqueda fueron poseídos y uno fue la creación de su oponente, una colonia de plancton llamado Foo Fighters a.k.a. "F.F.", el cual es su propio usuario de Stand. Fue otorgado de intelecto y poder por Whitesnake y encargado de proteger los discos de Stand por el. Jolyne persigue a F.F. dentro del granero, mientras que Ermes intenta prevenir que el doble del Stand arrastre el cuerpo del guardia para activar sus brazaletes. Ermes vence al doble sacándolo del agua y exponiendolo al cadáver de una de las prisioneras, lo cual lo deshidrata. En el granero, F.F. gana ventaja en Jolyne después de cubrir el suelo con agua, pero Jolyne usa el hilo de Stone Free para activar el tractor y alejar los discos. F.F. persigue al tractor, pero se cae en pedazos, ya que su cuerpo es absorbido por la tierra. Jolyne decide perdonar y rescatar a la entidad moribunda cuando descubre que estaba protegiendo los discos por su propio bien en lugar de Whitesnake y lo reclutan como un aliado. Jolyne encuentra el disco de Stand de su padre, pero no el de su memoria. F.F. posee el cuerpo de Atroe para que pueda parecer un humano y se une a Jolyne y Ermes, escondiendo el disco de Jotaro dentro de su cuerpo. El granero es investigado por Whitesnake y su usuario, Enrico Pucci, el sacerdote de la prisión. |              | |                               |                                    |                           |
| 161 | 9            | «Marilyn Manson, el cobrador de deudas» Transcripción: «Toritate Hito Mari Rin Manson» (en japonés: 取り立て人マリリン・マンソン)                                                     | Satoshi Osedo                 | Kazuyuki Fudeyasu Yasuko Kobayashi | 1 de diciembre de 2021    |
| Una prisionera llamada Miraschon se acerca a Pucci en busca de una libertad condicional, pero en su lugar él le inserta dos discos, planeando en usarla para recuperar el disco de Jotaro. Mientras tanto, en el patio de ejercicios, F.F. se acostumbra lentamente al cuerpo de Atroe y juega un juego de atrapar con Jolyne. Miraschon aparece y apuesta $100 que ellas no podrán atrapar la pelota cien veces en una ronda. Cuando ellas lo consiguen, Miraschon las reta a atrapar la pelota otras cien veces por $1,000. Jolyne se rehúsa, pero Ermes acepta la apuesta y toma su lugar. Cuando un guardia confisca el guante de Ermes, ella es obligada a hacer trampa con su Stand, perdiendo la apuesta. El Stand de Miraschon, Marilyn Manson, aparece y extrae el dinero de Ermes, la cual no tiene suficiente dinero, así que el Stand le remueve el hígado para pagar el resto de la deuda. Entonces, Jolyne apuesta a que ella puede atrapar la pelota mil veces para recuperar todo lo que fue tomado de Ermes. Miraschon vuelve a la prisión así que Jolyne y F.F. continúan pasándose la pelota mientras la persiguen. El juego es interrumpido otra vez por el guardia, quien toma la pelota, pero Jolyne la recupera con su hilo y continúa el juego. Ya que nunca acordaron en una pareja específica, Stone Free lanza la pelota a Miraschon unas 1,000 veces, dejándola inconsciente, ganando la apuesta, salvando a Ermes y recuperando los dos discos. |              | |                               |                                    |                           |
| 162 | 10           | «Operación Savage Garden: ¡Diríjase al patio!, parte 1» Transcripción: «Savueji Gāden Sakusen (Nakaniwa e Mukae!) Sono 1» (en japonés: サヴェジ・ガーデン作戦（中庭へ向かえ！）その①) | Tatsuma Minamikawa            | Shinichi Inotsume                  | 1 de diciembre de 2021    |
| Con las ganancias de las apuestas de Miraschon, Jolyne compra tiempo en el teléfono para llamar a la Fundación Speedwagon. Un representante le instruye que entregue el disco de Stand de Jotaro a "Savage Garden" en el patio de la cárcel en 20 minutos. En su camino, Emporio la introduce al fantasma de la sala de música, ya que su Stand, Burning Down the House, le permite manifestar objetos que ya no existen. El le presenta a un usuario de Stand amnésico llamado Weather Report, el cual quiere ayudarla. Mientras le demuestra su habilidad de poder controlar el clima, Weather Report detecta a un recluso llamado Lang Rangler, el cual los persigue. Rangler usa su Stand, Jumpin' Jack Flash, para manipular la gravedad y suspender a Jolyne en el aire, haciendo a ella y todo lo que toque ingrávido. Él roba el disco de Stand de Jotaro, pero cuando el intenta retirase, él Stand de Weather Report contrarresta sus habilidades con presión atmosférica. Luego de eso, Weather Report toca a Jolyne para volverse también ingrávido y ellos persiguen a Rangler a la fábrica principal para recuperar el disco. |              | |                               |                                    |                           |
| 163 | 11           | «Operación Savage Garden: ¡Diríjase al patio!, parte 2» Transcripción: «Savueji Gāden Sakusen (Nakaniwa e Mukae!) Sono 2» (en japonés: サヴェジ・ガーデン作戦（中庭へ向かえ！）その②) | Katsuichi Nakayama            | Kazuyuki Fudeyasu                  | 1 de diciembre de 2021    |
| Pucci solicita el acceso a las grabaciones telefónicas más recientes para descubrir más sobre la llamada de Jolyne a la Fundación Speedwagon. En la fábrica, Jolyne y Weather se encuentran en un vacío de ingravidez, siendo disparados por los proyectiles metálicos de Rangler y en peligro de asfixia debido a la falta de oxígeno, con su sangre goteando de sus cuerpos. Weather usa su Stand y el aire sobrante para crear trajes hechos de nubes que les permite respirar y detener la pérdida de sangre por un corto tiempo. Jolyne se da cuenta de que el Stand de Rangler tiene un rango limitado en la sala, y trata de ayudar a Weather a alcanzar para que pueda manipular el aire, pero su traje sufre un daño considerable debido a los ataques de Rangler. Entonces él intenta romper el traje de protección de Jolyne, pero ella adjunta varios hilos a sus proyectiles, permitiendo a ella a arrastrarlo al vacío de ingravidez, lo que causa que su sangre hierva. Él destruye el traje de Jolyne gracias a una botella de cristal explosiva, pero Weather la salva dándole a ella el resto de su traje de nubes. Rangler es obligado a restablecer la gravedad, pero la ráfaga entrante de aire lo empuja hacia Jolyne, permitiéndole golpearlo con Stone Free. Ella usa la tarjeta de Lang para solicitar al guardia que abra la puerta, pero ella es recibida por Pucci. |              | |                               |                                    |                           |
| 164 | 12           | «Aviso de lluvias torrenciales» Transcripción: «Shūchū Gōu Keihō Hatsurei» (en japonés: 集中豪雨警報発令)                                                                             | Hikaru Murata Toshiyuki Kato  | Shogo Yasukawa                     | 1 de diciembre de 2021    |
| En 1988, DIO le dijo a Pucci que descubrió una manera de alcanzar el cielo sin morir. DIO escribió las instrucciones en una libreta, pero Jotaro quemó el libro y asesino a DIO antes de que Pucci pudiera leerlo. Ahora, él espera leer el contenido de la libreta de DIO a través del disco de memoria de Jotaro. En el presente, Pucci permite a Jolyne ir al patio para evitar revelar su Stand, pero ella es disparada por un guardia bajo su control y suelta el disco. Weather, desesperado, intenta ayudar a Jolyne haciendo que caigan del cielo ranas venenosas de dardo, las cuáles matan al guardia que disparó a Jolyne. Ella se protege utilizando su Stand para amortiguar la caída de las ranas, mientras Pucci también intenta evadirlos. Cuando el diluvio finaliza, Pucci ordena a Whitesnake buscar el disco de Stand de Jotaro. Cuando Whitesnake lo localiza, Jolyne usa su hilo para agarrar el disco y pasárselo a Savage Garden, una paloma mensajera de la Fundación Speedwagon. Pucci retira a Whitesnake para prevenir que Jolyne identifique a su usuario. En una escena poscréditos, Whitesnake se reúne con Sports Maxx y le pregunta que pruebe sus habilidades en un hueso del cuerpo de DIO. |              | |                               |                                    |                           |
| 165 | 13           | «Amor y venganza, parte 1» Transcripción: «Shūchū Gōu Keihō Hatsurei Sono 1» (en japonés: 愛と復讐のキッス その①)                                                                     | Daishi Kato                   | Shinichi Inotsume                  | 1 de septiembre de 2022   |
| Jolyne y F.F. descubren que Ermes se hizo enviar a prisión a propósito para poder rastrear y matar a Sports Maxx, un famoso gángster que asesinó a su hermana mayor, Gloria. Mientras Sports Maxx se dirigía al taller, notó algo adherido en un tubo en la pared, que resulta ser una foto de Gloria. Curioso, Maxx lo desprende de la tubería. En ese momento, Ermes se revela y le dice que quiere que se acuerde de su hermana. Repentinamente, una segunda tubería se lanza hacia Maxx y lo atrapa dentro de la tubería porque quitó una pegatina que estaba escondida detrás de la foto. Conmocionado, Maxx intenta agarrarse a la fractura de la tubería para evitar caer, pero Ermes la sella duplicando una parte con otra pegatina e intenta arrojarlo a las alcantarillas para que muera allí. Mientras está atrapado, él activa su Stand Limp Bizkit, el cual tiene la capacidad de devolver la vida a los muertos como zombis invisibles. Usa su Stand en un pájaro disecado, que le arranca uno de los dedos de Ermes y le perfora la cara varias veces, y en un caimán para sacarlo de la tubería. Ella se cuelga de un tubo en el techo para escapar de la criatura. De repente, Jolyne y F.F. aparecen, y aunque Ermes intenta advertirles sobre el Stand enemigo, el caimán le arranca la pierna a F.F. Jolyne lo salpica con la sangre de F.F., haciéndolo visible mientras que este se prepara para atacarlas. |              | |                               |                                    |                           |
| 166 | 14           | «Amor y venganza, parte 2» Transcripción: «Shūchū Gōu Keihō Hatsurei Sono 2» (en japonés: 愛と復讐のキッス その②)                                                                     | Shingo Tanabe                 | Shinichi Inotsume                  | 1 de septiembre de 2022   |
| Cuando el caimán salta hacia Jolyne, ella invoca a Stone Free, pero el animal es lo suficientemente poderoso y rápido como para abofetearla y enviarla volando contra una pared. El caimán desaparece y Jolyne despliega una red de hilos en el suelo para sentir las vibraciones a su alrededor. Jolyne se pregunta por qué su cuerda aún no ha detectado al caimán, pero resulta que se arrastró por la pared para evitarlo. Muerde a Jolyne en el hombro y le arranca un gran trozo antes de desaparecer de nuevo. Voluntariamente, F.F. expone su brazo para atraer al caimán. Tan pronto como este le muerde el brazo, ella hace aparecer las partes de su pistola y dispara dentro de la boca del reptil, matándolo. Después de que F.F. derrotará al caimán, Ermes y Jolyne descubren que Maxx se convirtió en un fantasma invisible y escapó de la tubería después de que su cuerpo se ahogara en las aguas residuales. Atrae a las dos al mausoleo de la prisión y trae a varios prisioneros muertos para vengarse de Ermes por matarlo. Ermes se deja ser atacada y usa la habilidad de Kiss para localizar a Maxx después de que él le mordiera la cabeza y lo aniquila por completo antes de desmayarse por sus heridas. Jolyne usa los discos de Maxx para revisar sus recuerdos antes de que la lleven a la celda de castigo de máxima seguridad. |              | |                               |                                    |                           |
| 167 | 15           | «Celda de castigo de máxima seguridad» Transcripción: «Urutora Sekyuriti Chōbatsubō» (en japonés: ウルトラセキュリティ懲罰房)                                                         | Sho Sugawara                  | Kazuyuki Fudeyasu                  | 1 de septiembre de 2022   |
| F.F. y Emporio recuperan el disco de memoria de Maxx y descubren que Jolyne dejó que la llevaran al ala disciplinaria a propósito porque el hueso de Dio se encontraba allí después de que Whitesnake obligó a Maxx a devolverlo a la vida. Ella planea encontrar el hueso y atraer al usuario de Whitesnake para recuperar el disco de memoria de Jotaro. Narciso Anasui, un usuario de Stand que fue arrestado por asesinar a su novia y a su amante, acepta ayudar a F.F. a rescatar a Jolyne ya que se ha enamorado de ella. Por lo tanto, planea convertirse en el protector de Jolyne y finalmente casarse con ella, para confusión de F.F. y Emporio. Su Stand, Diver Down, puede almacenarse dentro de cualquier superficie y manipularla desde el interior. Para evitar que Jolyne encuentre el hueso, Pucci envía a cuatro usuarios de stand al ala disciplinaria para asesinarla. Uno de ellos usa el Stand Survivor, considerado por DIO como el más débil, para enfurecer al guardia Viviano Westwood, lo que provoca que asesiné a su compañero Sonny Likir y abra todas las celdas para desafiar a los reclusos. |              | |                               |                                    |                           |
| 168 | 16           | «El secreto de Westwood» Transcripción: «Kanshu Uesutouddo no Himitsu» (en japonés: 看守ウエストウッドの秘密)                                                                         | Katsuichi Nakayama            | Kazuyuki Fudeyasu                  | 1 de septiembre de 2022   |
| Después de que Survivor haya sido desplegado por un usuario desconocido en el celda de castigo, afectando a todos, El guardia Westwood desafía enojado a todos los prisioneros que ha liberado mientras Jolyne intenta identificar al verdadero enemigo y encontrar el hueso de DIO. Jolyne se enfrenta a Westwood mientras lucha contra la influencia de Survivor y descubre que es un usuario de Stand durante su duelo. Su Stand, Planet Waves, atrae pequeños meteoritos hacia ellos que la hieren gravemente mientras que se desintegran antes de que lo golpeen a él. Westwood agarra la muñeca izquierda de Jolyne e intenta bloquear su brazo. Jolyne despliega otra cuerda y arranca una de las uñas de los pies de Westwood en represalia. Tres meteoritos caen hacia ella, pero Westwood ha soltado su agarre y Stone Free desvía los meteoritos hacia Westwood. Planet Waves desintegra los meteoritos y Stone Free resulta gravemente herida. Ella finalmente derrota al guardia usando su bota para redirigir uno de los meteoritos hacia él, y aunque intenta un último ataque, Stone Free lo golpea con la cabeza y lo deja inconsciente. |              | |                               |                                    |                           |
| 169 | 17           | «El sueño del dragón» Transcripción: «Moe yo Doragonzu Dorīmu» (en japonés: 燃えよ龍の夢)                                                                                             | Eiichi Kuboyama               | Shogo Yasukawa                     | 1 de septiembre de 2022   |
| Cuando ella se disponía a buscar el hueso de DIO y al prisionero que jugaba con él, ve varios cadáveres hinchados a su alrededor. Jolyne se da cuenta cuenta de que tiene que lidiar con otros dos usuarios de Stand. Uno de los prisioneros, un anciano llamado Kenzou, avanza hacia Jolyne, listo para la batalla. Por su parte, el otro hombre prefiere hacerse a un lado. F.F., quien se encontraba en uno de los cuerpos de los prisioneros ahogados, se ve obligada a salir de su escondite después de que Kenzou golpeara el hombro del prisionero. Narciso Anasui también aparece por el otro lado de la celda. Kenzou invoca a su Stand Dragon's Dream, que le permite usar el feng shui para encontrar los ángulos más afortunados para sus ataques o hacer que su oponente sufra mala suerte. Ella contraataca con una andanada de golpes, pero el anciano los bloquea fácilmente. Sonriendo, Kenzou salta y hunde su brazo en la burbuja que rodea a Dragon's Dream, que aparentemente se lo arranca. Sin embargo, el brazo vuela para golpear a F.F. por detrás. Ella comienza a sufrir daños graves por la manipulación de probabilidades cuando unos anteojos se incrustan en su boca y una de las aspas de un ventilador del techo le corta la parte superior de la cabeza. |              | |                               |                                    |                           |
| 170 | 18           | «F.F.» Transcripción: «Moe yo Fū Faitāzu» (en japonés: 燃えよフー・ファイターズ) | Yuko Nagai                    | Shogo Yasukawa                     | 1 de septiembre de 2022   |
| En estado de pánico, Jolyne, quien tenía pensado en ayudar a F.F., es detenida por Anasui. Kenzou desafía con confianza a Jolyne y Anasui, pero Jolyne señala que F.F. todavía está viva. F.F. toma a Kenzou por sorpresa cuando dispara, hiriendo su brazo en el proceso. Kenzou se retira rápidamente a su zona segura, lo que le permite a F.F. pensar en una estrategia. Ella piensa usar el agua para crear un espejo con el cual desviar a Kenzou y también para curar sus heridas. Cuando intenta obtener agua de una manguera, termina en otro de los lugares desafortunados de Dragon's Dream que la atrapa en una silla eléctrica, mientras la manguera se enreda con el tablero de control, iniciando una cuenta regresiva para la electrocución. F.F. usa el sudor de Kenzou para crear un reflejo de su Stand, engañándolo para que se pare en una zona insegura, dándole la oportunidad de electrocutarlo también. Jolyne se da cuenta de que Dragon's Dream todavía está allí, lo que significa que Kenzou todavía está vivo. Kenzou a intentar acabar con ella, pero Anasui usa su Stand para desmontar las piernas de Kenzou y reorganizarlas en resortes. Mientras F.F. recupera la conciencia, Kenzou rebota por todas partes hasta acabar en un balde, incapaz de moverse. |              | |                               |                                    |                           |
| 171 | 19           | «El nacimiento» Transcripción: «"Midoriiro" no Tanjō» (en japonés: 「緑色」の誕生) | Masakazu Takahashi            | Shogo Yasukawa                     | 1 de septiembre de 2022   |
| Los tres se enfrentan al prisionero que tenía el hueso de Dio solo para descubrir que él y el resto de los presos en la pelea se están convirtiendo en plantas. Jolyne también comienza a cambiar y nota que el hueso se ha transformado en un extraño bebé verde con la marca de nacimiento Joestar dentro de un capullo. Mientras tanto, Anasui ha visto a alguien escondido en las sombras. El hombre, llamado Guccio, pide ayuda al grupo y Anasui lo tranquiliza, diciéndole que se levante y se acerque. Anasui convierte su cuerpo en una trampa para evitar que el otro usuario de Stand con el que se encontraron, D an G, los siguiera. En otro rincón de la sala de castigo, D an G espera su momento. Cuando se acerca a Guccio y agarra su hombro, las costillas de Guccio salen de su espalda y perforan su brazos. Se revela que Guccio era el usuario de Survivor. A pesar de sus heridas, su Stand, Yo-Yo Ma, les quita el bebé verde y lo consume. F.F. se queda atrás para acabar con D an G mientras Jolyne, Anasui y Yo-Yo Ma escapan a los humedales. Repentinamente, la mandíbula inferior de F.F. comienza a disolverse cuando se da cuenta de que Yo-Yo Ma lo atacó con un escupitajo ácido. |              | |                               |                                    |                           |
| 172 | 20           | «F.F.: Testigo» Transcripción: «Efu Efu - Mokugekisha» (en japonés: F・F－目撃者) | Naoko Takeichi                | Kazuyuki Fudeyasu                  | 1 de septiembre de 2022   |
| En los humedales, Jolyne, Anasui y Yo-Yo Ma detiene el bote cerca de un trozo de hierba porque escuchó que se acercaban otros hidrodeslizadores. Muy pronto, aparecen dos botes con guardias de Green Dolphin. Justo cuando los guardias se preparan para disparar contra los héroes, Yo-Yo Ma libera un enjambre de mosquitos de su boca, que luego pican a Jolyne en la cara. Luego de que Anasui se deshiciera de los guardias con Diver Down, ellos roban uno de los botes de los guardias para acercarse a la prisión principal. Después de que los mosquitos que transportan la saliva ácida de Yo-Yo Ma disolvieran repentinamente la lengua de Jolyne, ella intenta advertir a Anasui sobre el poder del Stand. Anasui descubre la intención del Stand y usa Diver Down para conectar el cerebro de Yo-Yo Ma con el cerebro de una rana, neutralizando al Stand. Mientras tanto, F.F. se acerca sigilosamente a D an G desde arriba. Ella se distrae al ver al sacerdote Enrico Pucci observando la escena desde lejos. Los guardias comienzan a evacuar a D an G, y cuando Pucci se dirigía a la ambulancia, él reconoce a uno de los miembros del personal médico como F.F., quien se prepara para dispararle a D an G. Cuando un guardia controlado por un disco hace fallar el disparo de F.F., Pucci se revela como el usuario de Whitesnake. |              | |                               |                                    |                           |
| 173 | 21           | «El despertar» Transcripción: «Aweikun-Mezame» (en japonés: AWAKEN -目醒め-) | Kazuo Nogami                  | Kazuyuki Fudeyasu                  | 1 de septiembre de 2022   |
| F.F. duda brevemente entre disparar a D an G o a Enrico Pucci y luego se decide por D an G. Esa fracción de segundo le da a Pucci una oportunidad para enviar a Whitesnake, quien bloquea los disparos y luego le corta la cabeza. Cuando Pucci intenta robar sus recuerdos, F.F. sacrifica el cuerpo de Atroe para matar a D an G, destruyendo a Yo-Yo Ma en el proceso. Jolyne y Anasui logran vislumbrar al bebé escondido debajo de una parte del capullo. F.F. logra alcanzar y abrir el grifo, lo que le permite reconstituirse. Sin embargo, Whitesnake ha insertado un disco de Stand que permite hervir el agua y la desintegra. Mientras tanto, Jolyne y Anasui intentan recuperar al bebé verde, pero se encogen cada vez que se acercan a él como resultado de su Stand Green, Green Grass of Home. Anasui atrapa al Stand en una botella, pero queda atrapado debajo del peso de la botella que amenaza con aplastarlo. El bebé y su Stand dejan de atacar a los dos cuando nota la marca de nacimiento en forma de estrella en el hombro de Jolyne, pero Anasui siente que se convertirá en un enemigo. |              | |                               |                                    |                           |
| 174 | 22           | «¡Hora del cielo! ¡Luna nueva! ¡Nuevo sacerdote!» Transcripción: «Tengoku no Toki! Shingetsu no Toki! Shin (Nyū) Shinpu!» (en japonés: 天国の時！新月の時！新神父！)                  | Toru Hamazaki                 | Kazuyuki Fudeyasu                  | 1 de septiembre de 2022   |
| Antes de que Pucci pueda tomar el disco Stand de F.F. y determinar el paradero de Jolyne, descubre que F.F. se estaba comunicando con Weather Report usando el walkie-talkie de un guardia. Weather usa su Stand para crear fuertes lluvias sobre los dos, restaurando F.F. y permitiéndole escapar. Después de aparentemente reunirse con Weather, los dos se encuentran con Jolyne y Anasui y revelan que Pucci es el usuario de Whitesnake. Anasui anuncia su intención de matar al bebé verde, pero se revela que el Weather que esta con ellos es en realidad Whitesnake disfrazado y lo hiere fatalmente a él y a F.F. Pucci llega y lucha contra Jolyne, quien le impide escapar con un par de esposas. Cuando ella comienza a dominarlo, Pucci arroja el disco de memoria de Jotaro al cuerpo agonizante de Anasui, obligándola a abandonar la pelea. Después de recitar 14 frases y ofrecer su propio hueso, Pucci se fusiona con el bebé verde y las almas de los prisioneros que contiene. Mientras tanto, usando lo último de su fuerza, F.F. cura las heridas de Anasui y guarda el disco de memoria de Jotaro antes de despedirse de Jolyne y seguir adelante. |              | |                               |                                    |                           |
| 175 | 23           | «¡Jail House Lock!» Transcripción: «Jeiru Hausu Rokku!» (en japonés: ジェイル・ハウス・ロック！)                                                                                      | Shigeki Awai                  | Yasuko Kobayashi                   | 1 de septiembre de 2022   |
| Habiéndose fusionado con el bebé verde, Pucci abandona la Prisión Green Dolphin Street para continuar con el siguiente paso del plan de Dio para alcanzar el cielo. Después de ver el disco de memoria de su padre y descubrir los planes de Pucci, Jolyne decide escapar de la prisión y detenerlo. Mientras ella y Emporio contemplan cómo escapar, se enfrentan al jefe de guardia de la prisión, Miu Miu, quien usa su Stand Jail House Lock para hacer que Jolyne sufra una pérdida de memoria a corto plazo que la limita a recordar solo tres cosas a la vez. Miu Miu intenta evitar que Jolyne conserve sus recuerdos, pero Jolyne decide encontrarse con Emporio, quien también se ha visto afectado por Jail House Lock y está atascado tratando de desconectar un enchufe, el cual esta electrocutando un charco de agua, pero luego recuerda que tiene que contar algo sobre Jolyne. Por su parte, Miu Miu ha recordado un memorándum en el brazo de Jolyne que le decía que se encontrara con cierto Emporio, pero no conoce a ninguno de los aliados de Jolyne con ese nombre. Prefiere olvidarlo, por ahora, segura de que nadie se le escapará. |              | |                               |                                    |                           |
| 176 | 24           | «Evasión...» Transcripción: «Datsugoku e...» (en japonés: 脱獄へ・・・) | Eiichi Kuboyama               | Shogo Yasukawa                     | 1 de septiembre de 2022   |
| Jolyne llega a la habitación de Emporio, donde Emporio recuerda que tenía la intención de imprimir una imagen de la cara del jefe de guardia. Miu Miu aparece detrás de ellos, después de haber seguido a Jolyne, y dispara tanto a Emporio como a su computadora. Jolyne persigue a Miu Miu, pero el jefe de guardia convoca a varios oficiales para evitar que Jolyne la recuerde. Emporio usa los hilos de Stone Free para imprimir una imagen binaria de Miu Miu, lo que le permite a Jolyne identificar a Miu Miu como el enemigo y finalmente derrotarla. Tomando a Miu Miu como rehén, los dos se encuentran con Ermes en la sala médica, quien decide escapar de la prisión con ellos para vengar a F.F. Mientras tanto, Pucci comienza a perder el control de su Stand, que muestra signos preliminares de una nueva habilidad, mientras se dirige hacia su destino final: el Centro espacial John F. Kennedy en Cabo Cañaveral. |              | |                               |                                    |                           |
| 177 | 25           | «Bohemian Rhapsody, parte 1» Transcripción: «Bohemian Rapusodī Sono 1» (en japonés: 自由人の狂想曲 その①)                                                                             | Hasutani Toru                 | Shogo Yasukawa                     | 1 de diciembre de 2022    |
| Después de enterarse de la fuga de Jolyne, Ermes y Emporio, Anasui y Weather Report también escapan de Green Dolphin para unirse a ellos en la búsqueda de Pucci. De camino a Cabo Cañaveral, Pucci se encuentra con un drogadicto y dos jóvenes con problemas en un hospital que parecen ser usuarios de Stand poco después de enterarse de la fuga de Jolyne. Cerca de Orlando, Anasui y Weather hacen autostop con un anciano para llegar más rápido a Pucci. A bordo del camión, Anasui ve de repente a varios personajes ficticios como Pinocho, Blancanieves y los Siete Enanitos cobran vida y escucha que muchos más están apareciendo por la radio. Anasui de repente encuentra su alma separada de su cuerpo y se entera de que es porque le gustaba Pinocho cuando era niño. Si bien el anciano también se ve afectado y choca el automóvil, Weather no lo es, ya que su amnesia le impide reconocer o recordar a cualquiera de los personajes. Después de matar a Pinocho, Anasui ve al anciano transformarse en el Lobo Feroz y lo decapita. Cuando el lobo afirma que su historia ha terminado, Anasui se confunde antes de ver su cuerpo correr con Weather. |              | |                               |                                    |                           |
| 178 | 26           | «Bohemian Rhapsody, parte 2» Transcripción: «Bohemian Rapusodī Sono 2» (en japonés: 自由人の狂想曲 その②)                                                                             | Fumihiro Ueno                 | Shogo Yasukawa                     | 1 de diciembre de 2022    |
| Anasui intenta alcanzar a Weather y su cuerpo y descubre que los personajes ficticios están separando a más personas de sus cuerpos como resultado de un Stand enemigo llamado Bohemian Rhapsody. Después de ver al dueño de una tienda convertirse en el príncipe que salva a Blancanieves, se da cuenta de que todos se ven obligados a vivir las historias de los personajes. Luego se convierte en el lobo de El Lobo y las Siete Cabritillas y es perseguido por la madre cabra que empuña unas tijeras. Weather se separa de su cuerpo por el autorretrato de Van Gogh, quien intenta hacer que se dispare dos veces en la cabeza como lo hizo el verdadero Van Gogh. Weather intenta rastrear al usuario del stand que causa esto, pero descubre que ya salió de Florida en un avión. Se revela que el usuario del stand es el drogadicto con el que Pucci habló anteriormente llamado Ungalo. Él y los otros dos jóvenes con problemas son los hijos ilegítimos de Dio que fueron reclutados por Pucci para detener a Jolyne y sus aliados. Weather finalmente derrota al Stand usando el talento artístico de Van Gogh para crear un nuevo personaje que devuelve al resto de los personajes a sus mundos y devuelve a todos los demás a la realidad, dejando a Ungalo devastado e incapaz de continuar. Mientras tanto, Jolyne se detiene en la casa de un Romeo arrepentido y lo convence de que le preste dinero en efectivo y su helicóptero personal. |              | |                               |                                    |                           |
| 179 | 27           | «Sky High» Transcripción: «Sukai Hai» (en japonés: スカイ・ハイ) | Tsutomu Murakami              | Shinichi Inotsume                  | 1 de diciembre de 2022    |
| Jolyne, Ermes y Emporio se ven obligados a estrellar su helicóptero cuando son atacados por el próximo hijo de Dio, Rikiel. Rikiel sufrió ataques de pánico hasta que Pucci expuso su Stand, Sky High, que le da la habilidad de controlar rods que extraen el calor del cuerpo y atacan a sus enemigos internamente. Jolyne contrarresta su habilidad prendiéndose fuego, lo que obliga a Rikiel a hacer lo mismo para poder apuntar al tronco cerebral de Jolyne. Jolyne usa su habilidad para sentir a cualquier persona con marcas de nacimiento de Joestar para localizarlo y vencerlo. Rikiel luego usa su Stand para eliminar la capacidad de su cuerpo de sentir dolor para obligar a Jolyne a elegir entre matarlo o dejar que él la mate, pero ella logra evitar ambas opciones ya que Rikiel puso su mano en su cuello para evitar que su calor fuera eliminado. Rikiel cree que Pucci usará la determinación y la suerte de Jolyne a su favor y revela que Weather es el hermano menor de Pucci antes de que Ermes lo noquee. |              | |                               |                                    |                           |
| 180 | 28           | «El paraíso está a un paso: Tres días hasta la luna nueva» Transcripción: «Tengoku no Toki: Shingetsu Made Ato 3-Nichi» (en japonés: 天国の時 新月まであと３日)                       | Tetsuji Nakamura              | Kazuyuki Fudeyasu                  | 1 de diciembre de 2022    |
| Jolyne, Ermes y Emporio localizan a Pucci y al último de los hijos de DIO, Donatello Versus, en un hospital de Orlando. Jolyne le indica a Emporio que se comunique con la Fundación Speedwagon y les entregue el disco de memoria de Jotaro mientras ella y Ermes entran para luchar contra Pucci. Versus despierta su Stand, Under World, que crea un gran agujero en su habitación en el que él y Pucci se esconden. Cuando Jolyne entra en el agujero para investigar, de repente se encuentra dentro de un avión y le indica a Ermes que la hale hacia arriba. Ermes termina cayendo con ella tras ser engañada por un recuerdo de Sports Maxx. Descubren que están en un avión que se estrelló en 2005 y tienen minutos antes de que se recree el accidente. |              | |                               |                                    |                           |
| 181 | 29           | «Under World» Transcripción: «Andā Wārudo» (en japonés: アンダー・ワールド) | Tatsuya Kyogoku               | Kazuyuki Fudeyasu                  | 1 de diciembre de 2022    |
| A partir de su educación ruda y su encuentro con Pucci, Versus descubre que la habilidad de su Stand es excavar recuerdos y eventos de personas de la Tierra. Durante la pelea, se pone cada vez más agitado con Pucci por menospreciarlo y en secreto le roba el disco de memoria de Weather al sacerdote. Jolyne intenta escapar por la salida de emergencia del avión, pero Versus la atrapa en el recuerdo de un avión de combate que también se estrelló en la zona. Ella se pone en contacto con Emporio, quien usa su computadora para transmitirles los eventos que sucedieron. Le indica a Jolyne que estrelle el avión contra el avión y luego que ella y Ermes encuentren los dos asientos de los únicos pasajeros que sobrevivieron al accidente. Cuando llegan allí, Versus trae a algunos niños del hospital para obligarlos a elegir entre salvarse a sí mismas o a los niños. Se las arreglan para salvar a todos escondiéndose a sí mismas y a los niños dentro de los cuerpos de los replicantes de los pasajeros sobrevivientes usando las habilidades de sus Stands. El acorralado Versus usa su Stand para devolverle los recuerdos de Weather, lo que hace que aparezcan arcoíris de repente. |              | |                               |                                    |                           |
| 182 | 30           | «Heavy Weather, parte 1» Transcripción: «Hebī Wezā Sono 1» (en japonés: ヘビー・ウェザー その①)                                                                                       | Junya Jitsusei                | Shinichi Inotsume                  | 1 de diciembre de 2022    |
| Después de recuperar sus recuerdos, Weather desarrolla una actitud más agresiva y siniestra a medida que se concentra en encontrar a Pucci. Pucci y Versus escapan del hospital mientras que una habilidad del Stand de Weather, Heavy Weather, se activa automáticamente y comienza a afectar a toda la ciudad. Cualquier persona expuesta a los arcoíris en el área comienza a secretar caracoles y finalmente se transforma en uno. Jolyne y Ermes deciden rastrear a Versus, quien intenta encontrar a Emporio para obtener el disco de memoria de Jotaro y aprender los secretos para obtener el cielo. Mientras Versus usa la memoria de Jolyne para localizar a Emporio y noquearlo, Jolyne y Ermes se transforman parcialmente después de tocar los caracoles. Jolyne evita que Versus escape con el disco de su padre infectándolo tanto a él como a Emporio. Mientras secuestran un automóvil para encontrar a Weather, descubren que los escarabajos se están comiendo muchos de los caracoles. |              | |                               |                                    |                           |
| 183 | 31           | «Heavy Weather, parte 2» Transcripción: «Hebī Wezā Sono 2» (en japonés: ヘビー・ウェザー その②)                                                                                       | Yusuke Kubo                   | Shinichi Inotsume                  | 1 de diciembre de 2022    |
| Weather era el hermano gemelo fraterno de Pucci, Domenico, quien fue cambiado al nacer en 1972 por una madre que perdió a su hijo y fue criado como Wes Bluemarine. Cuando Pucci decidió seguir el sacerdocio a la edad de 15 años, conoce a DIO una noche en la iglesia, quien cura su pie desfigurado y le da una flecha Stand. Más tarde descubre que su gemelo está vivo cuando la madre adoptiva de Weather se confesó y que su hermana menor, Perla, estaba saliendo con Wes. Incapaz de decírselo debido a sus obligaciones sacerdotales, Pucci contrata a un grupo de PI para obligarlos a separarse. Sin embargo, el grupo estaba afiliado al Ku Klux Klan y decidieron golpear y linchar a Wes después de enterarse de que el esposo de su madre adoptiva era afroamericano. Aunque apenas sobrevive, Perla asume que murió y se suicida. La tragedia desespera a Pucci y hace que la flecha lo atraviese, lo que hace que ambos gemelos desarrollen sus Stands. La ira de Weather por las acciones de Pucci y su incapacidad para suicidarse hace que su Stand se vuelva loco y convierte a varios de los habitantes del pueblo en caracoles. Pucci lo confronta y usa Whitesnake para eliminar los recuerdos de Weather antes de enviarlo a prisión. Los trágicos eventos inspiraron a Pucci a buscar a Dio y finalmente convertirse en su discípulo. |              | |                               |                                    |                           |
| 184 | 32           | «Heavy Weather, parte 3» Transcripción: «Hebī Wezā Sono 3» (en japonés: ヘビー・ウェザー その③)                                                                                       | Shinji Nagata                 | Yasuko Kobayashi                   | 1 de diciembre de 2022    |
| Weather le dice a Anasui que lo mate después de vengarse de Pucci debido a su habilidad incontrolable. De repente son emboscados por el sacerdote, que corta las piernas de Weather y transforma a Anasui con los arcoíris. Pucci no se ve afectado por la habilidad de Heavy Weather, ya que se quitó la vista después de descubrir que las personas ciegas son inmunes a ella. Weather usa la ceguera de Pucci a su favor y congela su sangre para formar púas para dañarlo antes de usar el viento y la sangre congelada para acercarlo. Weather gana la disputa, pero antes de que acabe con Pucci, de repente es interrumpido por la llegada de Jolyne y sus aliados. Esta breve distracción le permite a Pucci asesinar a Weather y a Versus en el caos resultante antes de usar su Stand para escapar. Mientras Jolyne y sus amigos lamentan la muerte de Weather, encuentran su disco de Stand en su cuerpo y se lo llevan. |              | |                               |                                    |                           |
| 185 | 33           | «La gravedad de la luna nueva» Transcripción: «Shingetsu no Jūryoku» (en japonés: 新月の重力)                                                                                         | Tetsuji Nakamura              | Kazuyuki Fudeyasu                  | 1 de diciembre de 2022    |
| Un día después de la muerte de Weather, Jolyne envía el disco de memoria de Jotaro a la Fundación Speedwagon para ayudar a su padre a recuperarse mientras su grupo se dirige hacia el Centro Espacial Kennedy. Cuando se acercan a Cabo Cañaveral, comienzan a ser empujados hacia atrás ya que la gravedad ahora se dirige hacia los lados debido a que el Stand de Pucci se fusiona por completo con el bebé verde para convertirse en C-Moon. Los cuatro salen del auto mientras que Anasui se aferra en la carretera con Diver Down. Ermes se queda atrás después de ser golpeado por algunos escombros mientras Jolyne, Emporio y Anasui suben hacia el Centro Espacial. Habiendo llegado a la puerta de admisiones, Emporio revisa su teléfono solo para descubrir que no funciona. Anasui le pregunta a Jolyne si Pucci está cerca, a lo que ella responde que su presencia era como si hubiera estado allí no hace mucho tiempo. Detrás de ella, aparece el Stand evolucionado de Pucci, que se enfrenta a Jolyne y comienza a darle la vuelta invirtiendo la atracción gravitacional de su cuerpo. |              | |                               |                                    |                           |
| 186 | 34           | «C-Moon, parte 1» Transcripción: «Shī Mūn Sono 1» (en japonés: C-MOON その①) | Eiichi Kuboyama               | Shogo Yasukawa                     | 1 de diciembre de 2022    |
| Jolyne engaña a C-Moon para que la vuelva a golpear para que su cuerpo vuelva a la normalidad. C-Moon rasga algunas losas para golpear a Anasui cuando intenta golpearlo por detrás con su Stand. Cuando Jolyne envía sus cuerdas para atrapar a Anasui, envuelve los extremos en el cuello del Stand para ahogarlo con su peso y dejarlo vulnerable. Antes de que ella pudiera atacar a C-Moon, llega Pucci y provoca otro cambio en la gravedad, ya que él es el centro del fenómeno y le indica a C-Moon que ataque su corazón e invierta el flujo de sangre a su cerebro, aparentemente matándola. Sin embargo, Emporio recibe un mensaje de texto de Jotaro informándole que está cerca y que Jolyne todavía está viva. Emporio le dice a Anasui que la busque de inmediato antes Pucci, quien también es consciente de su supervivencia. Anasui hace lo contrario y se dirige directamente a Pucci, sintiendo que la única forma de proteger a Jolyne es matarlo por adelantado. |              | |                               |                                    |                           |
| 187 | 35           | «C-Moon, parte 2» Transcripción: «Shī Mūn Sono 2» (en japonés: C-MOON その②) | Shohei Miyake                 | Shogo Yasukawa                     | 1 de diciembre de 2022    |
| Pucci intenta encontrar a Jolyne para acabar con ella mientras lucha contra Anasui en el camino. Finalmente la localiza y se da cuenta de que ella descubrió una forma de evitar que su cuerpo se volviera del revés al convertir sus hilos en tiras de Möbius cada vez que C-Moon la ataca. Después de debilitarla aún más, Pucci agarra el arma de un oficial de seguridad para dispararle, pero es rescatada por la llegada de Jotaro y Ermes, quienes usaron un arpón de la Fundación Speedwagon para alcanzarlos. Pucci comienza a flotar en el marco de una puerta cuando se da cuenta de que no necesita esperar 36 horas para la luna nueva siempre que pueda estimular los requisitos de gravedad para evolucionar aún más su Stand. Jotaro usa la habilidad de Star Platinum para detener el tiempo para lanzarle el arpón, pero Pucci gira la mirada en el último segundo en el tiempo detenido, evitando un golpe fatal y aterrizando en el transbordador espacial para llegar a la posición correcta. El transbordador también flota con él, mientras Pucci brilla repentinamente, ahora con un nuevo poder creciendo dentro de él. |              | |                               |                                    |                           |
| 188 | 36           | «Made in Heaven, parte 1» Transcripción: «Meido in Hebun Sono 1» (en japonés: メイド・イン・ヘブン その①)                                                                             | Katsuichi Nakayama            | Shogo Yasukawa                     | 1 de diciembre de 2022    |
| Pucci evoluciona con éxito su Stand a su forma final, Made in Heaven. Después de una luz cegadora de la transformación, Jolyne y sus aliados se despiertan a 200 metros del transbordador y no pueden detectar dónde está Pucci. Cuando los objetos hechos por el hombre y la naturaleza comienzan a moverse a altas velocidades, se dan cuenta de que Made in Heaven puede acelerar el tiempo. Pucci comienza a acercarse a ellos como un borrón, ya que es el único capaz de seguir el ritmo del tiempo acelerado. Jotaro descubre que su capacidad para detener el tiempo se ha reducido como resultado. Anasui lo sube al techo justo a tiempo antes de que Pucci pueda golpearlo. Al darse cuenta de una figura que se acerca, Jotaro detiene el tiempo una vez más para tratar de rastrear a Pucci y lo rastrea en una palmera usando su nuevo Stand para catapultarse hacia ellos. Pucci le corta el cuello a Jotaro mientras que Jolyne grita horrorizada y trata de agarrarlo, lo que Pucci usa a su favor. Nuevamente, Jotaro detiene el tiempo, cuando ve que Anasui usó Diver Down para recibir daño en su lugar. Ahora siendo Anasui su objetivo principal, Pucci les informa a todos que no obtuvo el poder de acelerar el tiempo para matarlos, ni ganar fuerza, sino usarlo para guiar a la humanidad hacia la felicidad. |              | |                               |                                    |                           |
| 189 | 37           | «Made in Heaven, parte 2» Transcripción: «Meido in Hebun Sono 2» (en japonés: メイド・イン・ヘブン その②)                                                                             | Hasutani Toru                 | Shinichi Inotsume                  | 1 de diciembre de 2022    |
| Antes de que Pucci pueda acabar con ellos en la azotea, Emporio usa su arma de la habitación fantasma y la pegatina de Ermes para que los envía a volar. Anasui le indica que los aterrice en el océano para rastrear mejor a Pucci, donde planea que Made in Heaven ataque a Diver Down primero para que Jotaro pueda detener el tiempo y acabar con el sacerdote. Comienzan a notar que el cielo se mueve más rápido a medida que el tiempo se acelera aún más. Cuando Anasui es empalado, Jotaro detiene el tiempo, pero descubre que Pucci usó Stone Free para asesinar a Anasui y le arrojó cuchillos a Jolyne tal como lo hizo DIO antes, lo que lo obligó a salvar a su hija. Pucci mata a Jotaro y Ermes y hiere a Jolyne, dejando a Emporio como el único que queda contra él. Jolyne salva a Emporio atándolo a un delfín y se sacrifica para darle más tiempo para escapar. La velocidad de aceleración de Made in Heaven hace que el sol parezca estirado, y el sol se pone y sale en meros segundos. De repente, Emporio ve el tiempo colapsar en la singularidad, con todas las criaturas vivientes que parecen ser absorbidas por una luz brillante mientras cierra los ojos. Cuando Emporio abre los ojos, parece estar de vuelta en la Prisión Green Dolphin Street y todo ha vuelto a la normalidad. |              | |                               |                                    |                           |
| 190 | 38           | «What a Wonderful World» Transcripción: «Howatto a Wandafuru Wārudo» (en japonés: ホワット・ア・ワンダフル・ワールド)                                                                 | Toshiyuki Kato Kenichi Suzuki | Yasuko Kobayashi                   | 1 de diciembre de 2022    |
| Emporio descubre que ha vuelto al día en que conoció a Jolyne, solo para encontrar imitaciones de ella y Jotaro en el centro de visitas. Pucci explica que están en un universo paralelo donde todos los sobrevivientes del universo anterior tienen una precognición subconsciente de sus destinos (que él y DIO creen que es un estado del cielo) y que todos los que murieron en el universo anterior no regresarán. Los trajo de vuelta a ese día para poder atar los cabos sueltos al matar a Emporio y lo rastrea hasta su habitación fantasma para acabar con él. Sin embargo, Emporio engaña al sacerdote para que inserte el disco de Stand de Weather, que Jolyne le dio antes de morir, en su cabeza. Pucci vuelve a acelerar el tiempo, pero el Stand de Weather hace que Pucci sufra toxicidad por oxígeno a un ritmo acelerado, incapacitándolo. Emporio declara que el destino seguirá el camino de la justicia, y el Stand de Weather golpea a Pucci hasta matarlo. Como resultado, el universo se reinicia una vez más y Emporio se encuentra en una gasolinera. Conoce a una autoestopista llamada Eldis y una pareja llamada Irene y Anakis, que parecen ser reencarnaciones de Ermes, Jolyne y Anasui, respectivamente. Irene se ofrece a llevar a Emporio y a la autoestopista con ellos mientras viajan para encontrarse con el padre de Irene. Al ver la marca de nacimiento en forma de estrella de Irene, Emporio se presenta con lágrimas en los ojos. Mientras conducen, también recogen a otro autoestopista, a quien Emporio reconoce como Weather Report. |              | |                               |                                    |                           |

## Recepción
Stone Ocean se estrenó como el título más visto de Netflix en Japón, y el sexto en los Estados Unidos.